# Малко Нишел
Нишел или Малко Нишел (на гръцки: Νησελλούδι, Ниселуди, катаревуса: Νησελλούδιον, Ниселудион) е село в Република Гърция, дем Александрия, област Централна Македония.

## География
Селото е разположено на 11 m надморска височина в областта Урумлък (Румлуки), южно от Александрия (Гида), на левия бряг на Бистрица (Алиакмонас).

## История

### В Османската империя
В XIX век Малко Нишел е село в Берска каза на Османската империя. Александър Синве („Les Grecs de l’Empire Ottoman. Etude Statistique et Ethnographique“) в 1878 година пише, че в Нисилуда (Nissilouda), Камбанийска епархия, живеят 60 гърци. В 1900 година според Васил Кънчов („Македония. Етнография и статистика“) в Малко Нишелъ (Кючукъ Ай-неселъ) живеят 65 българи християни.
Същите са данните и на секретаря на Българската екзархия Димитър Мишев („La Macédoine et sa Population Chrétienne“) в 1905 година в Малко Нишел (Malko-Nichal Kiotchouk-Aï-Nessel, Nichi) живеят 65 българи патриаршисти гъркомани.
Според Тодор Симовски по-вероятно е селото да е било гръцко.

### В Гърция
През Балканската война в 1912 година в селото влизат гръцки части и след Междусъюзническата в 1913 година Малко Нишел остава в Гърция. След Първата световна война в 1922 година в селото са заселени гърци бежанци. В 1928 година Малко Нишел е смесено местно-бежанско селище с 13 бежански семейства и 50 жители бежанци.
Жителите произвеждат основно памук, боб и пшеница.
| Година    | 1913 | 1920 | 1928 | 1940 | 1951 | 1961 | 1971 | 1981 | 1991 | 2001 | 2011 | 2021 |
| --------- | ---- | ---- | ---- | ---- | ---- | ---- | ---- | ---- | ---- | ---- | ---- | ---- |
| Население | 84   | 100  | 103  | 169  | 180  | 192  | 205  | 189  | 155  | 157  | 137  | 118  |

## Личности
Родени в Малко Нишел
- Панайотис Герогригорис или Анагностакис (Παναγιώτης Γερογρηγόρης ή Αναγνωστάκης), гръцки андартски деец, четник при Г. Петру, арестуван и по-късно освободен бяга в Атина[6]